# Нюри, Жером
Жером Нюри (фр. Jérôme Nury) — французский политик, член партии Республиканцы, депутат Национального собрания от департамента Орн.

## Биография
Родился 25 августа 1972 года в городе Валанс (департамент Дром). Обучался в лицее Сакре-Кёр в Прива, затем — на факультете истории университета Люмьер-Лион-II. Работал помощником депутата Национального собрания Франции и мэра Прива Амеде Эмбера. 
В 1997 году Жером Нюри переехал в коммуну Теншбре департамента Орн и на протяжении пятнадцати лет работал ассистентом депутата Национального собрания Сильви Бассо. В 2001 году он был избран первым вице-мэром Теншбре, а в марте 2008 года — мэром этой коммуны. При нем на месте бывшего пляжа у реки Нуаро был построен центр зимних видов спорта. В 2016 году в Теншбре открылся культурно-развлекательный центр "Колизей" с залом на 2300 мест. В 2004 году он был избран в Генеральный совет департамента Орн от кантона Теншбре, а в 2010 году — в Совет региона Нижняя Нормандия.
По инициативе Жерома Нюри 1 января 2015 года коммуна Теншбре вместе шестью соседними коммунами образовали новую коммуну Теншбре-Бокаж, что стало первым подобным опытом в Нижней Нормандии. За это он получил специальный приз Национального собрания и Сената Франции, предназначенный для улучшения коммунальных услуг и обслуживания населения. В марте 2015 года он был избран в Совет департамента Орн от кантона Донфрон и занял пост вице-президента Совета.
В июне 2017 года Жером Нюри стал кандидатом правых на выборах в Национальное собрание Франции по 3-му избирательному округу департамента Орн и одержал победу во 2-м туре, получив 56,08 % голосов, после чего, в силу закона о невозможности совмещения мандатов, ушел в отставку с постов мэра Теншбре-Бокажа и вице-президента Совета департамента Орн.
В июне 2021 года был переизбран в Совет департамента Орн от кантона Донфрон. На выборах в Национальное собрание в 2022 году вновь баллотировался в третьем округе департамента Орн от правого блока и сохранил мандат депутата, набрав во втором туре 69,7 % голосов.

## Занимаемые должности
03.2001 — 03.2008 — первый вице-мэр коммуны Теншбре 

29.03.2004 — 28.03.2015 — член Генерального совета департамента Орн от кантона Теншбре 

03.2008 — 31.12.2014 — мэр коммуны Теншбре 

22.03.2010 — 21.04.2010 — член Совета региона Нижняя Нормандия 

01.01.2015 — 03.07.2017 — мэр новой коммуны Теншбре-Бокаж 

с 22.03.2015 — член Совета департамента Орн от кантона Донфрон 

29.03.2015 — 03.07.2017 — вице-президент Совета департамента Орн

с 21.06.2017 — депутат Национального собрания Франции от 3-го округа департамента Орн 